# Налоговые органы
Нало́говые о́рганы — государственные учреждения, отвечающие за сбор, исчисление и уплату налогов (см. налогообложение)  в бюджет, в соответствии с действующим налоговым законодательством. 
В России налоговыми органами являются Федеральная налоговая служба и её подразделения.

## Россия
Современные налоговые органы стали формироваться в России в начале 1990-х годов. В 1990 году в составе Министерства финансов РСФСР была образована Государственная налоговая служба, к концу 1991 года ставшая во главе единой централизованной системы налоговых органов. В 1998 года она была преобразована в Министерство Российской Федерации по налогам и сборам. После административной реформы 2004 года министерство было преобразовано в Федеральную налоговую службу, подведомственную Министерству финансов.
Помимо основной функции по сбору налогов в бюджет, налоговые органы осуществляют и другую деятельность: контроль правильности исчисления налогов, полноты и своевременности внесения в бюджет различных неналоговых платежей, надзор за производством и оборотом табачной продукции, за соблюдением закона о контрольно-кассовой технике и так далее. Также налоговые органы осуществляют функции агента валютного контроля. Права, обязанности и ответственность налоговых органов определяются в Налоговом кодексе Российской Федерации и в законе «О налоговых органах Российской Федерации» (1991).